# Sông Đa Nhim

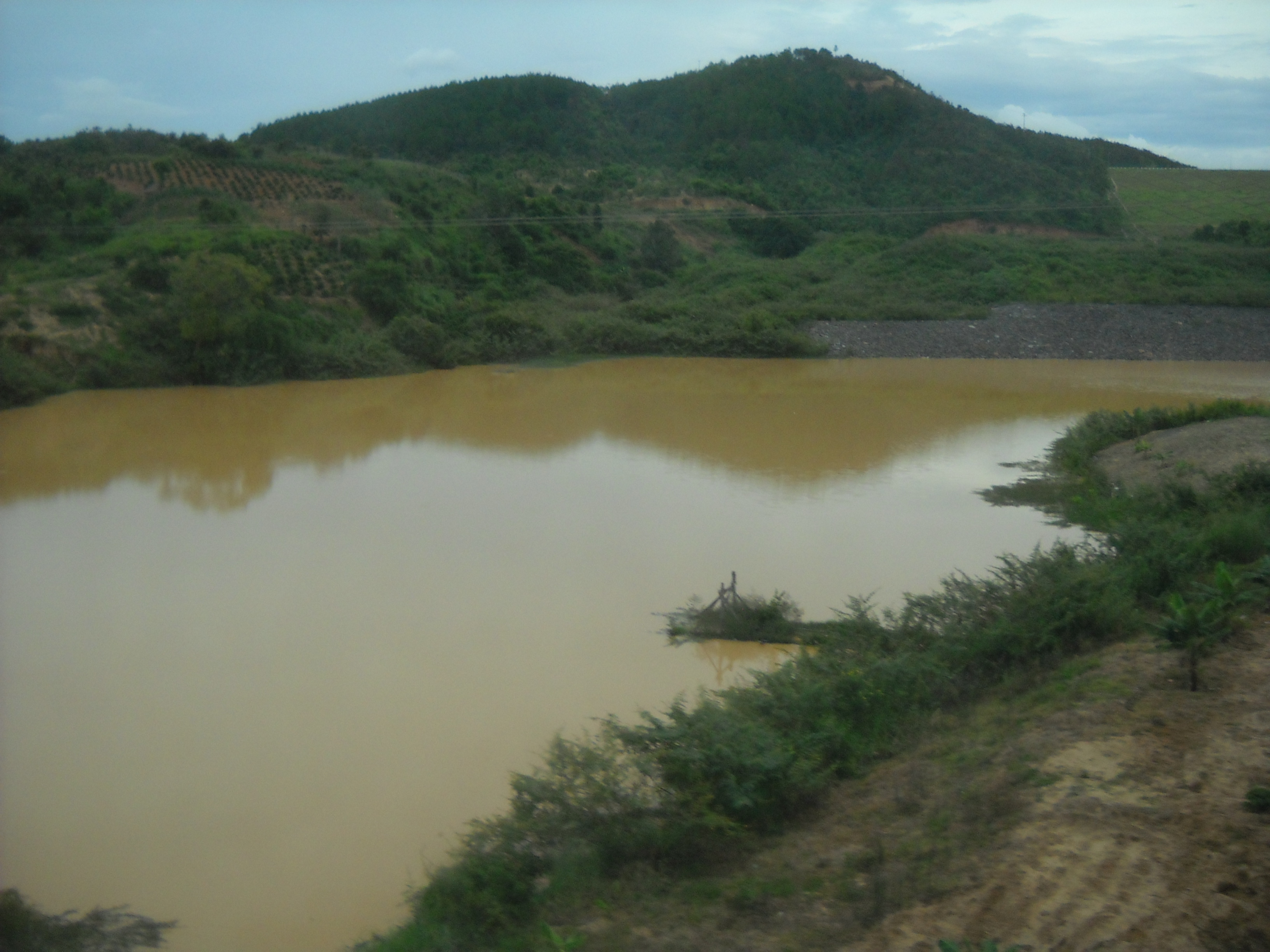
sông Đa Nhim, đoạn qua Đức Trọng, Lâm Đồng

Sông Đa Nhim chảy qua các huyện Đơn Dương, Đức Trọng và đổ vào sông Đa Dâng gần thác Pongour .
Sông Đa Nhim bắt nguồn từ phía bắc núi Gia Rích (1.923m) ở huyện Lạc Dương, tỉnh Lâm Đồng, gần ranh giới với hai tỉnh Khánh Hoà và Ninh Thuận.
Trên sông Đa Nhim có hồ Đa Nhim (hay là hồ Đơn Dương), là một hồ nhân tạo trên địa bàn huyện Đơn Dương. Ở đây có đặt nhà máy thủy điện Đa Nhim. Từ thành phố Phan Rang-Tháp Chàm, tỉnh Ninh Thuận, ngược quốc lộ 27 chừng 50 km, ta sẽ nhìn thấy ba ống thủy lực chạy song song, dài khoảng 2 km, dẫn nước từ trên núi xuống nhà máy nằm dưới chân đèo Ngoạn Mục trông rất đẹp và kỳ vĩ.
Sông Đa Nhim không chỉ có nguồn lợi thủy điện, mà còn tạo ra nhiều cảnh quan đẹp trở thành những điểm du lịch nổi tiếng của tỉnh Lâm Đồng. Dọc sông có 3 thác chính: thác Liên Khương, thác Gougah và thác Pongour.